# Thiania latefasciata
Thiania latefasciata är en spindelart som först beskrevs av Simon 1877.  Thiania latefasciata ingår i släktet Thiania och familjen hoppspindlar. Inga underarter finns listade i Catalogue of Life.